# Yong Ying

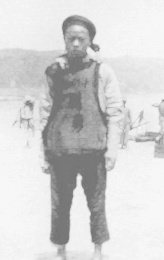
Um Bravo (勇 (yǒng)). Os soldados Qing eram distinguidos como regulares (兵 (bīng)) ou bravos pelos caracteres em seus uniformes.

Yong Ying (chinês: 勇營, pinyin: yǒng yíng, Wade–Giles: yung-ying, lit. ‘Campos Bravos’) foram um tipo de exército regional que surgiu no século XIX no exército da Dinastia Qing, que lutou na maioria das guerras da China após a Guerra do Ópio e numerosas rebeliões expuseram a ineficácia das Oito Estandartes Manchu e do Exército do Estandarte Verde. Os Yong Ying foram criados a partir das primeiras milícias tuanlianas.

## História Tuanliana
Tuanlian (chinês: 團練) é o termo chinês para milícias de aldeias localizadas criadas na Dinastia Chou. Em maio de 1645, o líder rebelde Ming Li Zicheng (李自成) foi morto por um tuanlian de proprietários de terras locais na província de Hubei.
Durante o reinado de Jiaqing, com o estabelecimento militar oficial corrupto e ineficaz dos Oito Estandartes e do Exército do Estandarte Verde incapaz de conter a Rebelião do Lótus Branco, a corte Qing começou a ordenar que a pequena nobreza local e os proprietários de terras em todas as dez províncias organizassem o tuanlian para autodefesa., com o financiamento e o controle nas mãos da pequena nobreza e dos proprietários de terras locais. 

## Yong
Yong (chinês:勇), literalmente "bravos", era o nome oficial dos membros da milícia, que foi recrutada entre a população civil local (chinês Han). Esses "bravos" foram agrupados em unidades ou batalhões (ying), conhecidos como "Yong Ying". Yong não eram considerados parte do exército imperial oficial dos Oito Estandartes ou do Estandarte Verde, com o seu financiamento e logística fornecidos pela sociedade civil, e não pelos governos imperiais.
O Exército Xiang, um exército "Yung-ying" na dinastia Qing na China, era separado do Exército Manchu dos Oito Estandartes e do Estandarte Verde. Usava armas modernas e os oficiais nunca eram alternados, de modo que se formavam relações entre os oficiais e as tropas, ao contrário das forças do Padrão Verde e da Bandeira. 

Foi registrado que:
Embora as rações viessem de fundos públicos, as tropas yung-ying ficaram gratas aos oficiais do batalhão por tê-las selecionado para serem incluídas nas listas, como se tivessem recebido favores pessoais dos oficiais. Visto que em tempos normais existiam [entre os oficiais e as tropas] relações de bondade e também de confiança mútua, na batalha poderia-se esperar que eles se veriam através das dificuldades e adversidades.
Os soldados das milícias Yong ying eram muitas vezes mal equipados com Jingals, espadas, lanças e armas de fogo antiquadas, embora possuíssem armas de fogo modernas, o que não era a norma. Freqüentemente, ficavam mal alojados em quartéis e eram deixados ociosos, e muitos se tornavam viciados em ópio e jogos de azar. Os comandantes dessas milícias, no entanto, ganharam vasto poder, sendo nomeados para os cargos de governadores-gerais e governadores entre 1861 e 1890, dos 44 governadores-gerais nomeados, 20 eram comandantes de milícias e dos 117 governadores nomeados no mesmo período, mais de 52 eram milícias. comandantes com 25% dos governadores não possuindo as 2 notas mais altas do exame imperial para o serviço público. 

## Lista de Exércitos Yong Ying
- Exército Chu
- Exército Xiang
- Exército Huai
- Bravos de Kansu